# Geodena leona
Geodena leona là một loài bướm đêm trong họ Geometridae.